# Kinezin

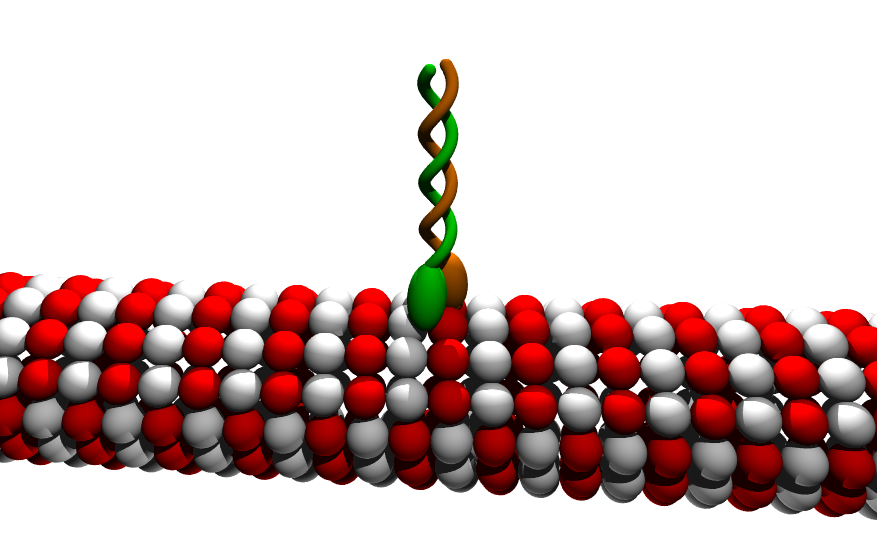
Znázornění mikrotubulu (červeno-bílý), na němž je navázán dimer kinezinu

Kineziny jsou skupina cytoplazmických proteinů, které přenášejí různé váčky a jiné částice po buňce. Jako „kolejnice“ jim slouží systém mikrotubulů, dutých vláken tvořících součást cytoskeletu. Kineziny se pohybují zpravidla k plus (+) konci mikrotubulů, ačkoliv kineziny-14 se pohybují i k minus (-) konci.. Jde o homodimery dvou těžkých řetězců, případně dva regulační lehké s autoinhibiční funkcí.

## Funkce
Kineziny transportují například endozomy, Golgiho aparát, lysozomy, mitochondrie, axony nervů a podobně. Dále se také účastní segregace chromozomů v anafázi. Ke své práci potřebují ATP: na každý pohyb o 8 nanometrů spotřebují (hydrolyzují) jednu molekulu ATP. Kinseziny jsou kódovány řadou genů (KIFs), funkčně tři rodiny (kinezin-1, k-2, k-3). Na konci těžkých řetězců globular heads nasedající na mikrotubuly a opakované konformační změny umožňují kráčivý pohyb po mikrotubulu.